# Palais Neupauer-Breuner
Le palais Neupauer-Breuner est un palais viennois situé 16 Singerstraße, dans le 1er arrondissement de Vienne.

## Histoire
Le palais a été construit de 1715 à 1716 par un architecte inconnu. Il abrite aujourd'hui plusieurs entreprises et appartient à la famille Metternich.

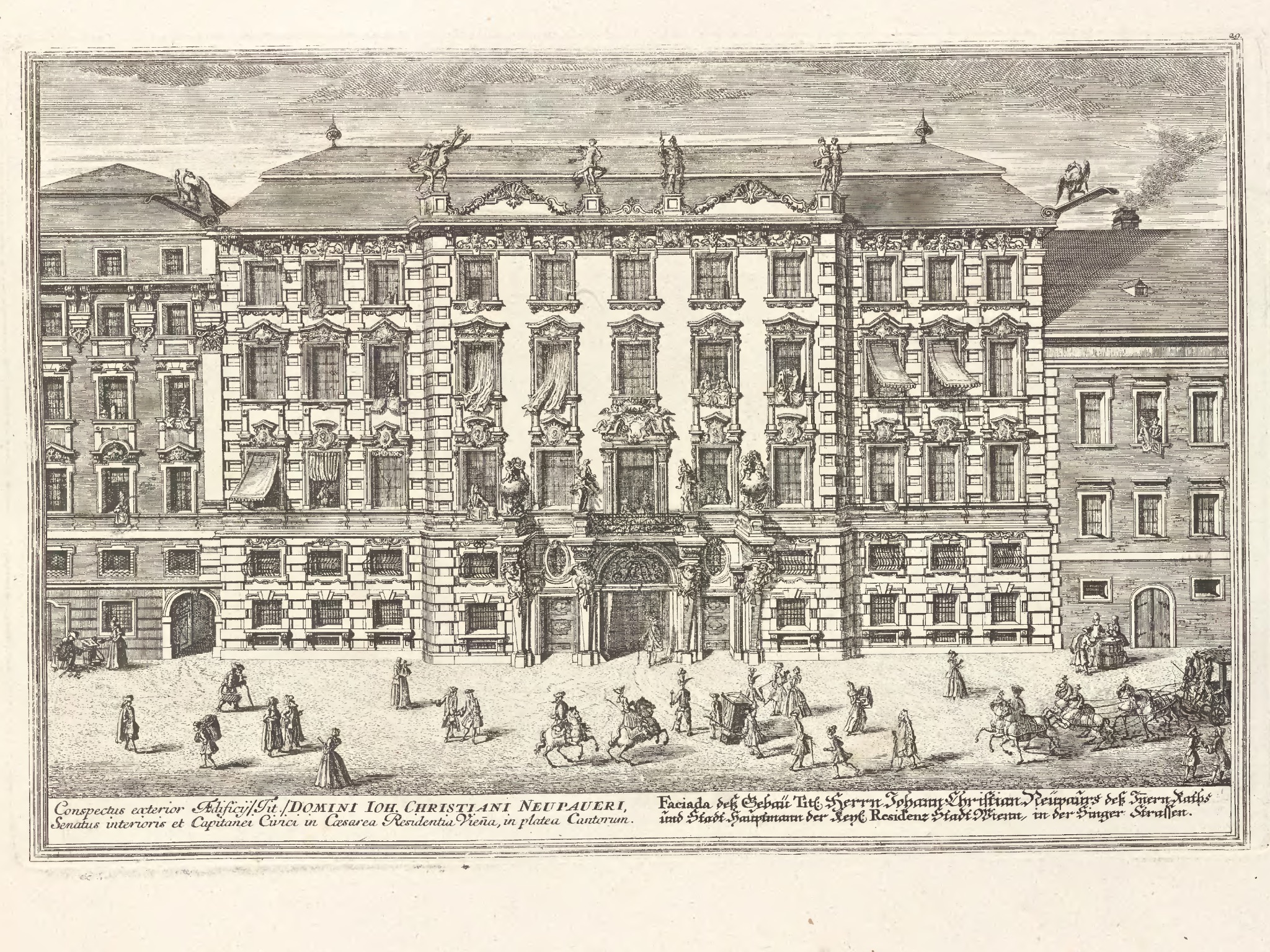
Dessin de Salomon Kleiner (1700–1761)
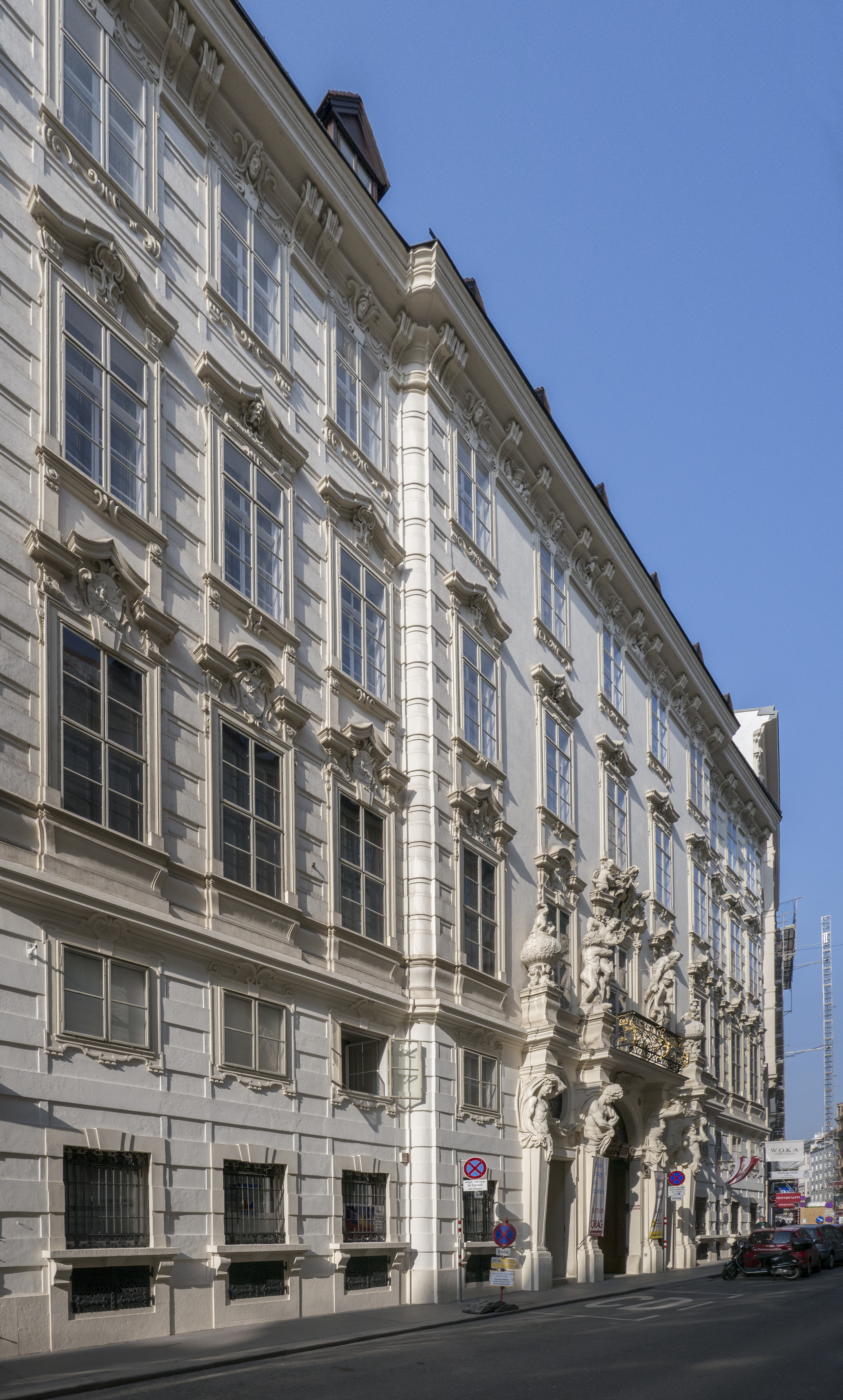
Ensemble de la façade

Matthäus Donner a réalisé des sculptures pour le palais.